# Caryatis phileta
Caryatis phileta är en fjärilsart som beskrevs av Dru Drury 1780. Caryatis phileta ingår i släktet Caryatis och familjen björnspinnare. Inga underarter finns listade i Catalogue of Life.